# F.D.P.
F.D.P. è il primo album in studio di Fred De Palma, pubblicato il 17 ottobre 2012.Il produttore più presente in quest’album è Sergio Mari (Doublehgroovy) anche compositore della maggior parte delle tracce. 

## Tracce
1. Fred Tube – 2:29
2. Pressingirl – 3:08
3. La scelta più facile (feat. Dirty C) – 3:13
4. Ma cosa dici?! – 4:12
5. In prima fila (feat. Dirty C) – 3:57
6. In consolle – 3:29
7. Business Class (feat. Cicco Sanchez) – 3:42
8. Tacchi e bugie – 3:54
9. Fottuto! (feat. Pablo Frida) – 3:14
10. Funny Games (feat. Jack the Smoker) – 3:15
11. Sangue (feat. Korven) – 3:14
12. Non è la vita che voglio – 2:48